# Nenad
Nenad – słowiańskie imię męskie używane w Chorwacji i Serbii.
W Polsce imię rzadkie. W styczniu 2024 w rejestrze PESEL, wśród publicznie dostępnych danych dotyczących osób żyjących, wykazano 105 mężczyzn o imieniu Nenad nadanym jako imię pierwsze. Dla porównania, najczęściej nadane jako męskie imię pierwsze – Piotr, nosi 689313 osób.

## Osoby o imieniu Nenad
- Nenad Filipović – lekkoatleta
- Nenad Zimonjić – tenisista[4]
- Nenad Žugaj – zapaśnik.